# フロリビアン料理

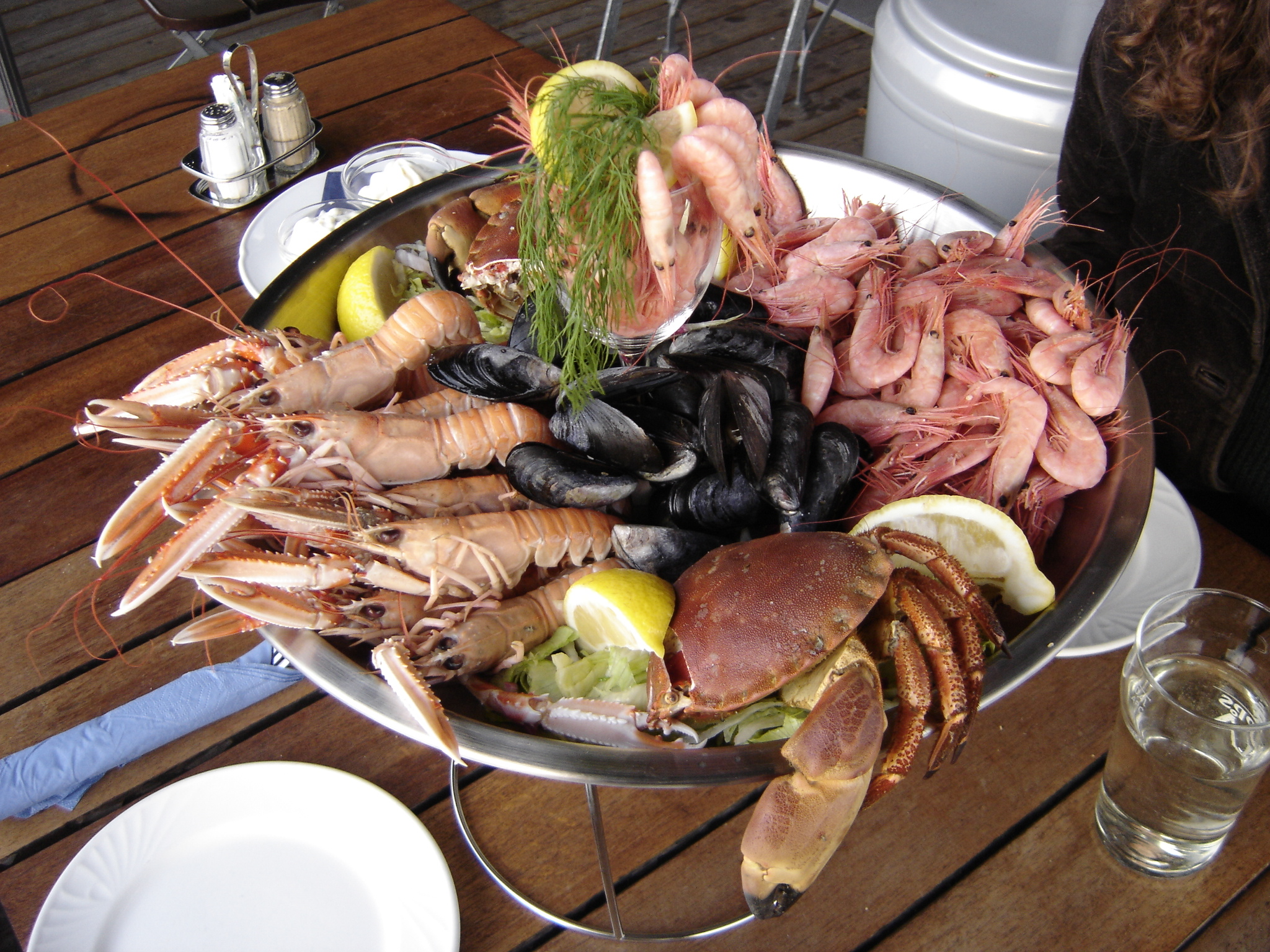
シーフード料理

フロリビアン料理(フロリビアンりょうり、英: Floribbean cuisine) は、アメリカ合衆国フロリダ州のレストランや家庭でみられる料理。世界中からの移民からの影響を受けているが、特にカリブ地方からの影響が大きく、他にハイチ、バハマ、バルバドス、ジャマイカ、トリニダード・トバゴなどからも影響を受けている。フロリダ州南部のラテン・フロリビアン料理またはヒスパノ・フロリビアン料理はキューバ、プエルトリコ、コロンビア、アルゼンチン、ブラジル、ドミニカ共和国などのラテンアメリカからのミックスされた影響を受けている。イギリス、フランス、オランダの植民地となっていたカリブ海の島々の住民の多くは先祖がアフリカやインドからの奴隷または移民であり、この地の料理はアフロ・フロリビアン料理やインド・フロリビアン料理と呼ばれている。

## 概要
フロリダ州南部へのアジアからの移民はフロリビアン料理の発展に重要な役割を果たしている。シーフードの調理法の他、アジアやカリブ地方の素材や調理法が肉や脂肪分の多い料理よりもフロリビアン料理を一般的に健康的なものにしている。またフロリダ州の他の地域では、レッドカレー、レモングラス、ショウガ、ワケギなどの外来のスパイスがグリッツやコブラーなど近年のフロリビアン料理に使用されている。
フロリダ州南部のフロリビアン料理の発展において、地元の食材を使用することを基本とするアジアの料理の影響を強く受けており、アジアの果物や野菜などを使用している。これらは北アメリカ大陸ではめったに気温が氷点下にならない亜熱帯でのみ育つ。
フロリダ州の海岸線は1,350マイル(2,173km)もあり、その沖合で漁獲できる様々なタイプのシーフードはマンゴー、パパイヤ、プランテン、ココナッツ、シトラス、ライチなどトロピカル・フルーツと組み合わせられることが多い。この融合はフロリダ州南部の独特な料理の発展に貢献した。
フロリビアン料理の基本を以下に示す:
- 新鮮な食材を使用する[3]
- スパイス、特に強い香りのするものを組み合わせる[3]
- シーフードや家禽を使用する
- 新鮮な果物、果汁、特にシトラスや甘いトロピカル・フルーツを豊富に使用する
- 派手にならないように自然な感じに盛り付ける

フロリビアン料理では、もとになったカリビアン料理に比べてあまりスコヴィル値の高いものを使用しないが、様々な種類の唐辛子を使用する。しかしマンゴー、パパイヤ、ラム酒、アーモンド、ココナッツ、キーライム、ハチミツなどを使用することにより辛味は通常抑えられる。
フロリダ州南部の家庭では個性的なフロリビアン料理と同様にコールスロー、黒目豆、クラブケーキなどの伝統的南部料理も供される。しかしフロリビアン料理のレストランの多くで、ほぼ全ての料理が融合された繊細な香りが連なっており、多くの料理が伝統的な料理から変遷していったものである。

## 融合

### フロリビアン・バーベキュー
フロリダ州には中部をメインに特色のあるバーベキューの地域が3ヶ所あり、フロリビアン・バーベキューを含む他の2ヶ所はカリビアンの影響を受けている。フロリビアン・バーベキューはディープサウスのバーベキューのスタイルと、インド・カリビアンおよびアフロ・カリビアンのバーベキューのスタイルをミックスしたものがベースになっている。

### トロピカル・バルバコア
フロリビアン・バーベキューとラテン・フロリビアン料理の融合として、キューバ、プエルトリコ、ジャマイカ、バハマ、そしてディープサウスのバーベキューをブレンドしたトロピカル・バルバコアがある。フロリダ州の3種類のバーベキューの1つで、フロリダ州南部に多くみられ、フロリビアン・バーベキューに次いでカリビアンの影響を受けている。またフロリダ州のバーベキューで唯一ラテン・アメリカ料理の影響を受けている。鶏胸肉を柑橘系果汁で味付けしたpechuga de pollo a la planchaが一例である。ブラジルのバッフェのスタイルRodizioが主な様式である。

### ラテン・フロリビアン料理
ラテン・フロリビアン料理とはフロリビアン料理とラテン・アメリカ料理をミックスしたものである。キューバ、プエルトリコ、ドミニカの影響を強く受けている。
一例を以下に示す:
- アロス・コン・ポーヨ
- White Rice and Black Beans
- レチョン
- Arroz con Gandules
- トストーネ
- 茹でユカ
- パエリア
- Alcapurria